# 12033 Anselmo
12033 Anselmo è un asteroide della fascia principale. Scoperto nel 1997, presenta un'orbita caratterizzata da un semiasse maggiore pari a 3,2219069 UA e da un'eccentricità di 0,1205096, inclinata di 2,54840° rispetto all'eclittica.